# Saint-Georges-du-Vièvre
Saint-Georges-du-Vièvre je naselje in občina v severnem francoskem departmaju Eure regije Zgornje Normandije. Naselje je leta 2005 imelo 640 prebivalcev.

## Geografija
Kraj leži v pokrajini Normandiji 51 km jugozahodno od Rouena.

## Uprava
Saint-Georges-du-Vièvre je sedež istoimenskega kantona, v katerega so poleg njegove vključene še občine Épreville-en-Lieuvin, Lieurey, Noards, La Noë-Poulain, La Poterie-Mathieu, Saint-Benoît-des-Ombres, Saint-Christophe-sur-Condé, Saint-Étienne-l'Allier, Saint-Georges-du-Mesnil, Saint-Grégoire-du-Vièvre, Saint-Jean-de-la-Léqueraye, Saint-Martin-Saint-Firmin in Saint-Pierre-des-Ifs s 3.984 prebivalci.
Kanton Saint-Georges-du-Vièvre je sestavni del okrožja Bernay.

## Zanimivosti
- župnijska cerkev sv. Jurija,
- dvorec Château de Launay iz prve polovice 18. stoletja.